# Hugh Shirreff
Pour les articles homonymes, voir Shirreff.
Hugh Addison Shirreff (16 février 1918-8 janvier 1995) est un homme politique canadien de la Colombie-Britannique. Il est député provincial créditiste de la circonscription britanno-colombienne de Skeena de 1956 à 1960.